# Рускишлак
Рускишлак (узб. Rusqishloq, Русқишлоқ) — міське селище в Узбекистані, в Кітабському районі Кашкадар'їнської області.
Статус міського селища з 2009 року.